# Доказательство (фильм, 1991)
«Доказательство» (англ. Proof) — австралийский художественный фильм, снятый режиссёром Джослин Мурхаус по собственному сценарию. В фильме снялись актеры Хьюго Уивинг, Женевьева Пико и Рассел Кроу.
В 1991 году получил 6 наград Австралийского института кинематографии, в том числе в категории «лучший фильм». Также фильм был отмечен наградами международных кинофестивалей в Каннах, Сан-Паулу, Токио.

## Сюжет
Слепому от рождения Мартину кажется, что его никто не любит, даже собственная мать. Он думает, что ему все врут, рассказывая об окружающем мире. Однажды Мартин решает проверить рассказы зрячих и для этого придумал свой метод — он занялся фотографией.

## В ролях
- Хьюго Уивинг — Мартин
- Женевьева Пико — Селия
- Рассел Кроу — Энди
- Хезер Митчелл — мать Мартина
- Джеффри Уолкер — Мартин в детстве

## Награды и номинации
- 1991 — Премия Австралийского института кинематографии:
  - Награды:
    - «лучший фильм»
    - «лучший актер в главной роли» — Хьюго Уивинг
    - «лучший актер во второстепенной роли» — Рассел Кроу
    - «лучший режиссёр» — Джослин Мурхаус
    - «лучший сценарий» — Джослин Мурхаус
    - «лучший монтаж» — Кен Сэллоуз

  - Номинации:
    - «лучший звук»
    - «лучшая актриса в главной роли» — Женевьева Пико
- 1991 — Каннский кинофестиваль:
  - Золотая камера — Специальное упоминание (Джослин Мурхаус)
- 1991 — Токийский кинофестиваль:
  - Бронзовая награда — Джослин Мурхаус
- 1992 — Британский институт кино:
  - премия Sutherland Trophy — Джослин Мурхаус
- 1992 — кинофестиваль в Сан-Паулу:
  - премия критиков — Джослин Мурхаус